# 袋小路文
袋小路文（ふくろこうじぶん）とは、文法的には正しいけれども、誤読が生じやすい書き出しで始まる文のことである。袋小路文は、読者の構文解析を行き詰まらせたり、本来の文の意図とは明らかに異なる意味に読者を誘い込む。ガーデンパス文ともいう。
「ガーデンパス」とは、 "to be led down [or up] the garden path" という諺に由来する、「騙される」・「騙そうとされる」・「誘惑される」などという意味である。1926年版の『現代英語用法辞典』の中で、知らず知らずのうちに「嘘の香り」をこのような文は漂わせていると、ヘンリー・ワトソン・ファウラーは述べている。
このような文は、一見自然な解釈に読者を誘導するけれども、その解釈には文の本来の意味が反映されない。袋小路文は、複数の解釈が可能な単語やフレーズが含まれているため、一瞬曖昧な解釈を読み手に生じさせ、実際に文が意味することと異なる解釈を読み手に生じさせる。袋小路文は、ひと目見ただけでは非文法的でほとんど意味をなさない文のように見え、意味を完全に理解するためには、注意深く構文解析した後に、再び読み直す必要があることが多い。このような文は文法的には正しいけれども、注意深い構文解析や再読を要することからも明らかなように、構文的には推奨されなかったり、構文的に誤りだと判断されたりもする。明確なコミュニケーションを意図する場面では、袋小路文を書くのは避けるべきである。

## 例

### 日本語
「黒色の目の大きい女の子」や「ある農家の父親が、莫大な資産価値のある土地を残して他界した」などが考えられる。
前者の例だと、
- 「"黒色の目"をした大きな女の子」
- 「"黒色の"目の大きな女の子」

など複数の意味が考えられる。
日本語としては文法的にはミスはないが、意味が複数考えられてしまう。
これを書き換えると、「色黒の目が大きい女の子」などが考えられる。このように、助詞を変えるとわかりやすくなることがある。

### 英語

#### "The old man the boat."
この文は、心理言語学の研究対象であったり、人工知能の能力を調べるために使われたりする有名な文である。この文を正しく構文解析することが難しい理由は、 old を形容詞だと解釈してしまうからである。 the を読むと、名詞か形容詞が続くと予測され、 old の後に man が続くと、 the old man が 限定詞 – 形容詞 – 名詞 という構造になっていると思い込んでしまう。しかし man の後ろには、例えば The old man washed the boat（おじさんはボートを洗った） のように動詞が続くわけではなく、 the が続くため、文を再分析せざるを得なくなる。この文は次のように書き換えることができる。
"The old are those who man the boat."

（老人たちはボートを操縦する人たちである）

#### "The complex houses married and single soldiers and their families."
この文もよく例示される有名な文である。1つ前の文と同様に、最初の構文は the complex houses のように名詞句として読めるけれども、 the complex houses married（複合住宅が結婚した） では意味不明（結婚できるのは人間だけ）であり、 complex houses married and single（複合住宅が結婚とただ1つする） では全く意味をなさない（ married and... の後に予測されるのは、複合述語を構成する別の動詞である）。 The complex（名詞句） houses（動詞） married and single soldiers（名詞句） and their families（名詞句） と構文解析するのが正しい。この文は次のように書き換えることができる。
"The complex provides housing for the soldiers, married or single, as well as their families."

（その団地は、既婚であれ独身であれ、兵士とその家族とに住居を提供している）

#### "The horse raced past the barn fell."
この文は、トーマス・ビーヴァーによる典型的な袋小路文である。この文の構文解析が難しい理由は、 raced が過去形の本動詞とも受動態の過去分詞とも解釈できるからである。 raced を単純過去形の本動詞であると考えて読み進めると、 fell の解釈で混乱し、再び文を分析せざるを得なくなる。 raced は受動態の過去分詞として用いられているのであり、 horse は従属節の直接目的語といて用いられているのである。この文は以下のように書き換えることができる。
"The horse that was raced past the barn fell."

（納屋を通り過ぎて競走させられた馬が転倒した）
このように書き換えることで、 that was raced past the barn（納屋を通り過ぎて競走させられた） により、どんな馬について文中で説明されているかが明確になる。自動詞の可能性がある語による縮約関係節が原因で曖昧な "The horse raced in the barn fell." という文は、非縮約関係節を用いた、明確な解釈が可能な文である "The horse that was raced in the barn fell."（納屋で競走させられた馬が転倒した） という文や、曖昧さのない他動詞を用いた、縮約関係節による "The horse frightened in the barn fell."（納屋で脅された馬が転倒した） という文と比較できる。他の例と同様、誤読に対する説明としては、一連のフレーズが 動作主 - 動作 - 受動者 というよくあるパターンで分析されがちであるという説明がある。

## 構文解析
ある文を読むとき、単語やフレーズを読者は分析し、構文解析という手段を用いて文の文法構造や意味を推測する。一般的には、文を分割して、それぞれの意味を別々に解釈して構文解析をする。読んでいるうちに情報が増えていくにつれ、読者は文全体の内容や意味を推測していく。文の新たな箇所を目にするたびに、既に解釈した文構造と、文のそれ以降の部分に対する推測とをもとに、文の意味を捉える。意味的に曖昧なフレーズや単語を含む文に、何らかの解釈を読者が与えたにもかかわらず、文全体を読むと、読んでいる途中まで予測していた解釈と読み取られた意味とに齟齬が生じたときに、ガーデンパス効果が生じる。そのとき読者は、文の意味を理解するために、文を読み直して再評価しなければならない。語用論や意味論あるいは言外の文脈を説明する他の要素によって、さまざまな構文解釈や解釈が文に与えられる可能性もある。

### 方略
文章を構文解析する際には、様々な方略がとられ、人間がどの方略を用いているかについては多くの議論がある。方略の違いは、構文や意味が曖昧な文の一部を解析しようと読者が試みた際に生じる影響から確認できる。したがって袋小路文は、どんな方略を人間が用いるかを調べるために用いられることが多い。人間が用いると思われる方略として議論されているものに、直列構文解析と並列構文解析とがある。
直列構文解析とは、文中の曖昧な部分に対して1つの解釈を読者が与え、その解釈による文脈で文の構文解析を進めるものである。曖昧さを解消する情報が得られるまで、以降の構文解析のために最初の解釈を参考にする。
並列構文解析とは、文に対して複数の解釈を読者が与え、曖昧さを解消する情報が得られるまではそれら複数の解釈を維持し、曖昧さが解消された時点で正しい解釈だけを残す。

## 袋小路文の再分析
曖昧な名詞が登場する場合、目的語としても主語としてもその名詞は機能しうる。この場合、目的語としての使い方の方が好まれる。袋小路文の再分析は、曖昧な部分が長いほど難しくなることも分かっている。

### 方略
メセグエルとカレイラスとクリフトンとによる2002年の研究論文によると、簡単な袋小路文を再分析した人からは、強い眼球運動が観測されるという。彼らは、フレージャーとレイナーが1982年に説明した選択的再分析方法と一致する2つの方略を、人は用いていると提唱した。彼らによると、簡単な袋小路文を再分析するために、2つの方略を読者は主に用いているという。
- 1つめの一般的な方略には、曖昧さが文中で最初に解消する部分から、文の主動詞まで視線を直接後戻りさせる方法がある。そして、次の部分と副詞（文の曖昧さが生じる部分）とに目線を固定させながら、文の残りの部分を読者は読み直す。
- 2つめのあまり用いられない方略としては、曖昧さが文中で最初に解消する部分から、副詞に視線を直接後戻りさせる方法がある[12]。

### 部分的再分析
部分的再分析は、分析が完璧でないときに発生する。よくあるのは、後の文の意味が少しでも分かると、それ以上の分析を読者は中断してしまうことで、文の前半部分が記憶され、忘れられることはないことである。
したがって、再分析後も元の誤った分析が残ってしまい、ゆえに読者の最終的な解釈は誤っていることが多い。

### 修正の困難
袋小路文についての最近の研究では、大人の第二言語学習者を用いて、袋小路文に対する最初の構文解析を修正することの難しさを研究している。袋小路文の処理の際、文の最初の構文解析を読者は行うけれども、その解析が正しくないために、読者は解析を修正しなければならないことがよくある。大人の母語話者とは異なり、最初の構文解析を修正するのは、子どもにとっては難しい傾向がある。この難しさは、子どもの実行機能が未発達であることが原因である。実行機能の能力は、構文解析の修正のために最初の解析を破棄する必要があるときに発揮され、実行機能が未発達であったり損傷していたりすると、この能力は損なわれる。子どもの年齢が上がり、実行機能が完全に発達すると、最初の誤った構文解析を修正する能力が備わる。しかし、修正の難しさは子どもに限ったことではない。大人の第二言語学習者も修正に困難を示すけれども、その困難は、子どものようには実行機能の未発達に起因するものではない。
2005年の研究では、行動のミスと眼球運動とを使って、袋小路文の修正と処理について、大人の母語話者や子どもの母語話者と、大人の第二言語習得者を比較した。参考情報があったりなかったりする袋小路文や、袋小路文の曖昧さを解消した文を、大人の英語母語話者と、子どもの英語母語話者と、英語を第二言語として学習している大人とに見せ、文の内容の行動をさせた。参考情報がある袋小路文を提示されたときには、大人の第二言語学習者は、子どもの母語話者よりも行動のミスが少なく、大人の母語話者も同様に、大人の第二言語学習者や、子どもの母語話者よりも行動のミスが少なかった。大人の第二言語学習者と、大人の母語話者とは、談話分析と参考情報を、袋小路文の処理に役立てることができた。この能力は、大人の発達した実行機能が、談話分析や参考情報などのより多くの認知的材料を、構文解析や修正に役立てるのを可能にしたことによるものだと考えられる。さらに、イタリア語と英語は同じ文構造を持つため、談話分析や参考情報の使用は第一言語からの言語転移によっておこる可能性がある。しかし、袋小路文の曖昧さを解消した文を提示されたときには、大人の第二言語学習者の行動のミスの割合が最も多く、次いで子どもの母語話者、そして大人の母語話者の順となった。この研究の結果、構文解析を修正する困難は、当初考えられていたよりも頻発し、子どもや実行機能が低下した人に限らず発生することがわかった。大人は、母語話者でも第二言語学習者でも、構文解析と文の処理とに、談話分析や参考情報を用いることもわかった。しかしこの研究は、参考情報がない袋小路文に対する、大人の第二言語学習者と子どもの母語話者の行動のミスの割合は同程度であり、修正の規則的な失敗を示している。

### 同様の現象
- 異義復言 - 単一の語をそれぞれ違った意味で繰り返す修辞技法。
- Buffalo buffalo Buffalo buffalo buffalo buffalo Buffalo buffalo - 文法的に正しい英文の、複雑で曖昧な構文の一例。
- Colorless green ideas sleep furiously
- James while John had had had had had had had had had had had a better effect on the teacher
- That that is is that that is not is not is that it it is
- ぎなた読み
- 子子子子子子子子子子子子
- 比較錯覚（英語版） - 許容されると感じやすい非文。
- ぶら下がりelse問題（英語版） - コンピュータプログラミングにおける曖昧な構文解析についての同様の問題。
- 懸垂修飾語
- ロバ文（英語版） - 読者にとっては指示対象が明確な代名詞（意味的に拘束されている）を含むけれども、専門的に分類するにははるかに複雑な文。
- パラプロスドキアン（英語版）
- 統語的曖昧性（英語版）
- en:Synchysis

### その他
- バックトラッキング
- 分岐予測
- 言語学例文リスト（英語版）
- 自然言語処理
- en:Transderivational search
- ウィノグラードスキーマ問題（英語版）